# Mallorca Open (golf)
De Mallorca Classic was van 2003 - 2007 een golftoernooi van de Europese PGA Tour, dat altijd op de Pula Golf Club op Mallorca werd gespeeld. Het wordt in 2010 voortgezet onder de naam Open Cala Millor Mallorca.
De Mallorca Classic werd aan het einde van het seizoen gespeeld, en was in de laatste drie jaren het allerlaatste toernooi voor de Volvo Masters. Het was dus de laatste kans om in de top-115 van de Order of Merit te komen of blijven en de tourkaart voor het komende seizoen te behouden. De Open Cala Millor Mallorca wordt in de maand mei gespeeld.
In 2005 werd het toernooi gewonnen op Pula, een baan die door hem was ontworpen. Dit was in de geschiedenis van de Europese Tour de eerste keer dat een speler op een door hem ontworpen baan won.
De herstart van het toernooi werd in mei 2010 gespeeld onder de naam Open Cala Millor Mallorca. Peter Hanson en Alejandro Cañizares kwamen in een play-off die door Hanson gewonnen werd.
Het Mallorca Open is het derde toernooi van de Europese Tour dat op Mallorca gespeeld wordt. Van 1988-1995 was er het Turespaña Open Baleares en van 2003-2007 de Mallorca Classic.

## Winnaars
| Jaar                      | Winnaar              | Score            | Score            |
| Mallorca Classic          | Mallorca Classic     | Mallorca Classic | Mallorca Classic |
| ------------------------- | -------------------- | ---------------- | ---------------- |
| 2003                      | Miguel Ángel Jiménez | 204              | -6               |
| 2004                      | Sergio García        | 268              | -12              |
| 2005                      | José María Olazabal  | 270              | -10              |
| 2006                      | Niclas Fasth         | 275              | -5               |
| 2007                      | Grégory Bourdy       | 268              | -12              |
| Open Cala Millor Mallorca |                      |                  |                  |
| 2010                      | Peter Hanson po      | 274              | -6               |
| Iberdrola Open            |                      |                  |                  |
| 2011                      | Darren Clarke        | 274              | -6               |